# مدرسة الشراطين
مدرسة الشراطين هي معلم تاريخي ومدرسة إسلامية في مدينة فاس، المغرب. تم بناء المدرسة في عام 1670 من قبل السلطان العلوي الرشيد بن الشريف ومنه عرفت كذلك باسم المدرسة الرشيدية، و بالنسبة للسياح والمسافرين، تتميز المدارس الدينية بجمالها المعماري، حيث تمزج بين عناصر التصميم المغربي والإسلامي التقليدي. تتميز العديد منها بفناءات هادئة محاطة بأقواس أنيقة، وكلها مزينة بالفسيفساء الرائعة والجص والخشب المنحوت يدويًا...

## تاريخ
تعود بناء المدرسة إلى عام 1670 بأمر من قبل السلطان الرشيد بن الشريف. خضعت بناية المدرسة لترميمات عديدة ما بين سنة 1970 و 1978.

## هندسة معمارية
تتميز المدرسة بهندسة معمارية وديكور يبرز الفنون الحفصية، الزيانية والمرينية.

## معرض صور

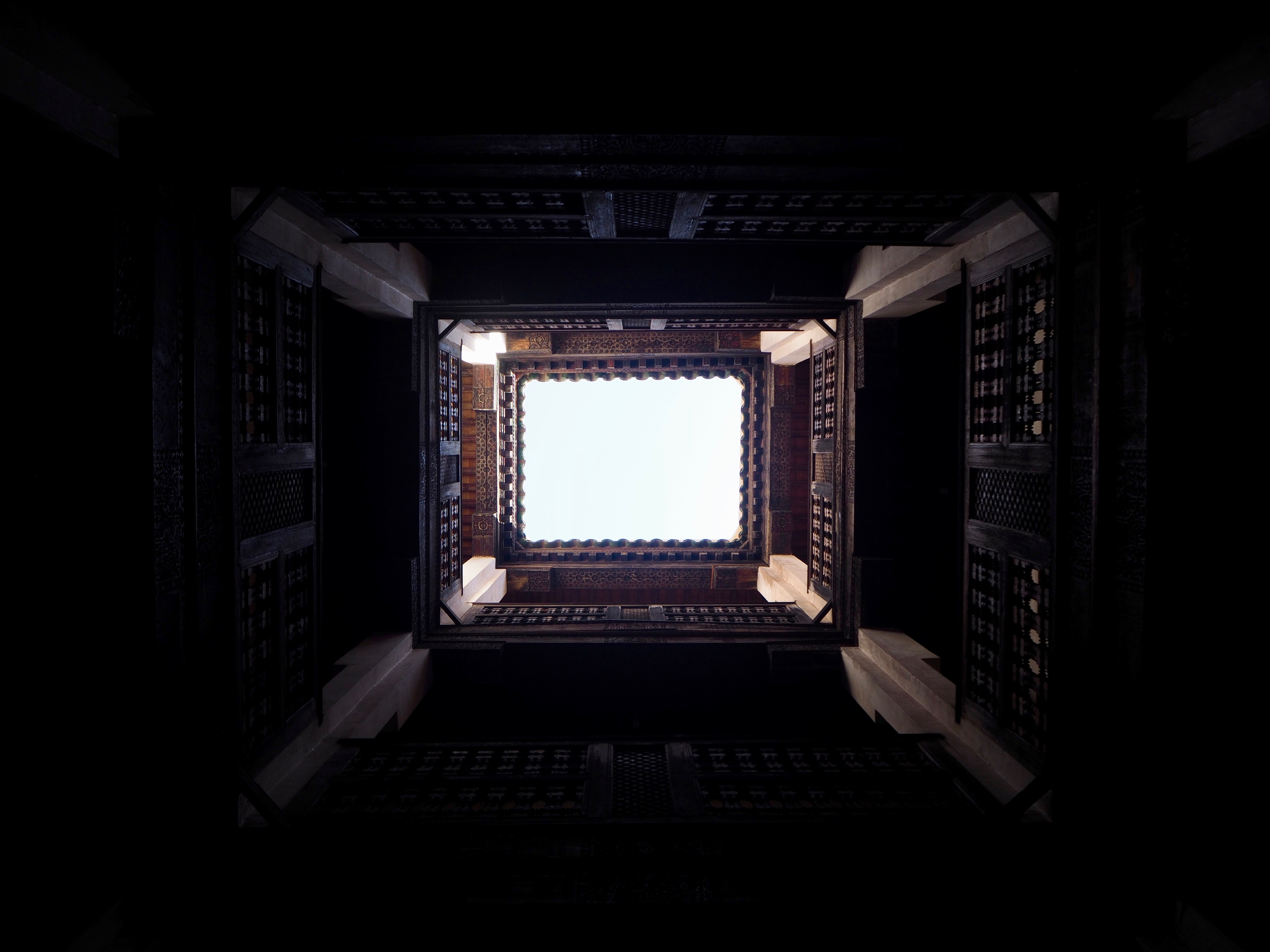
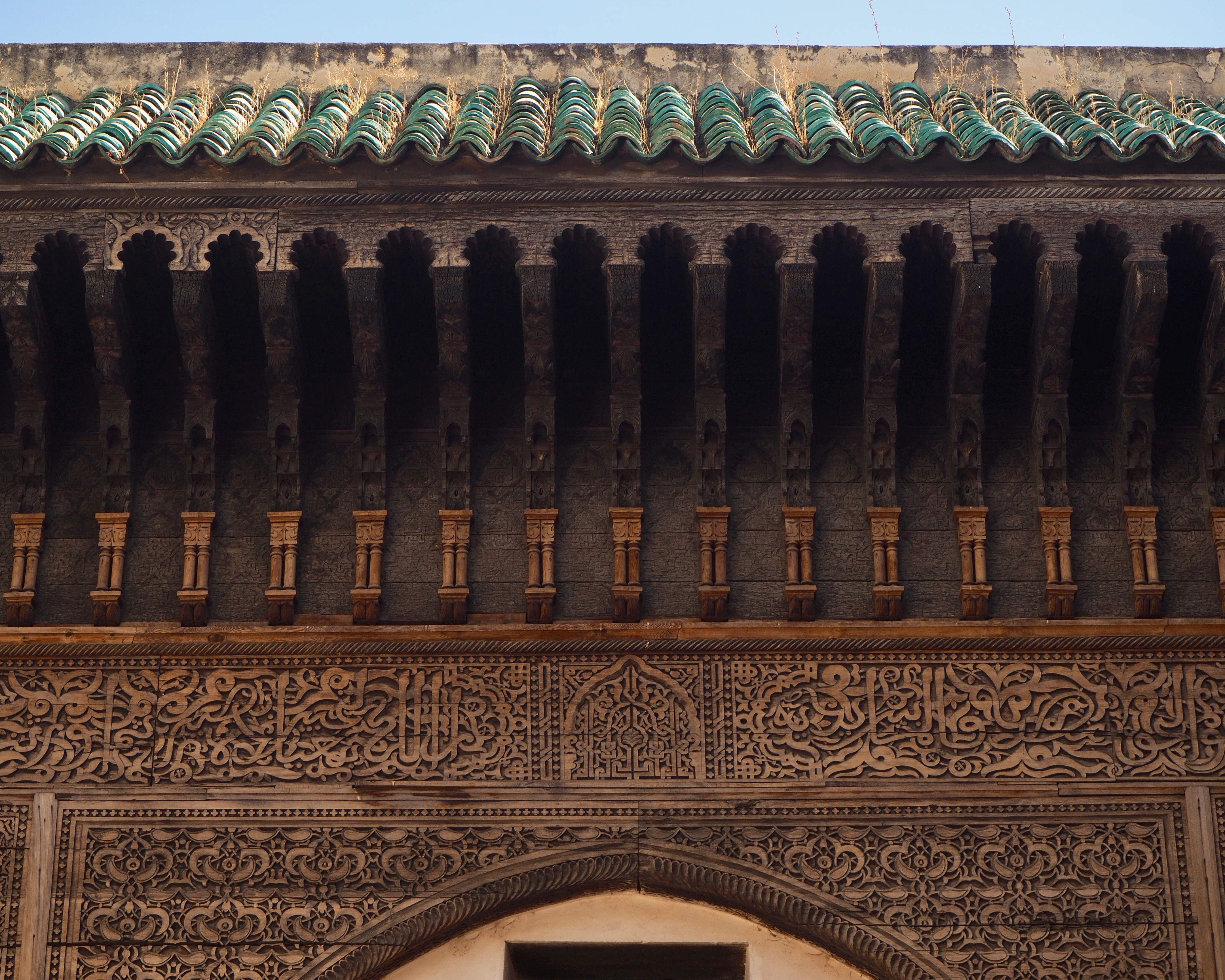
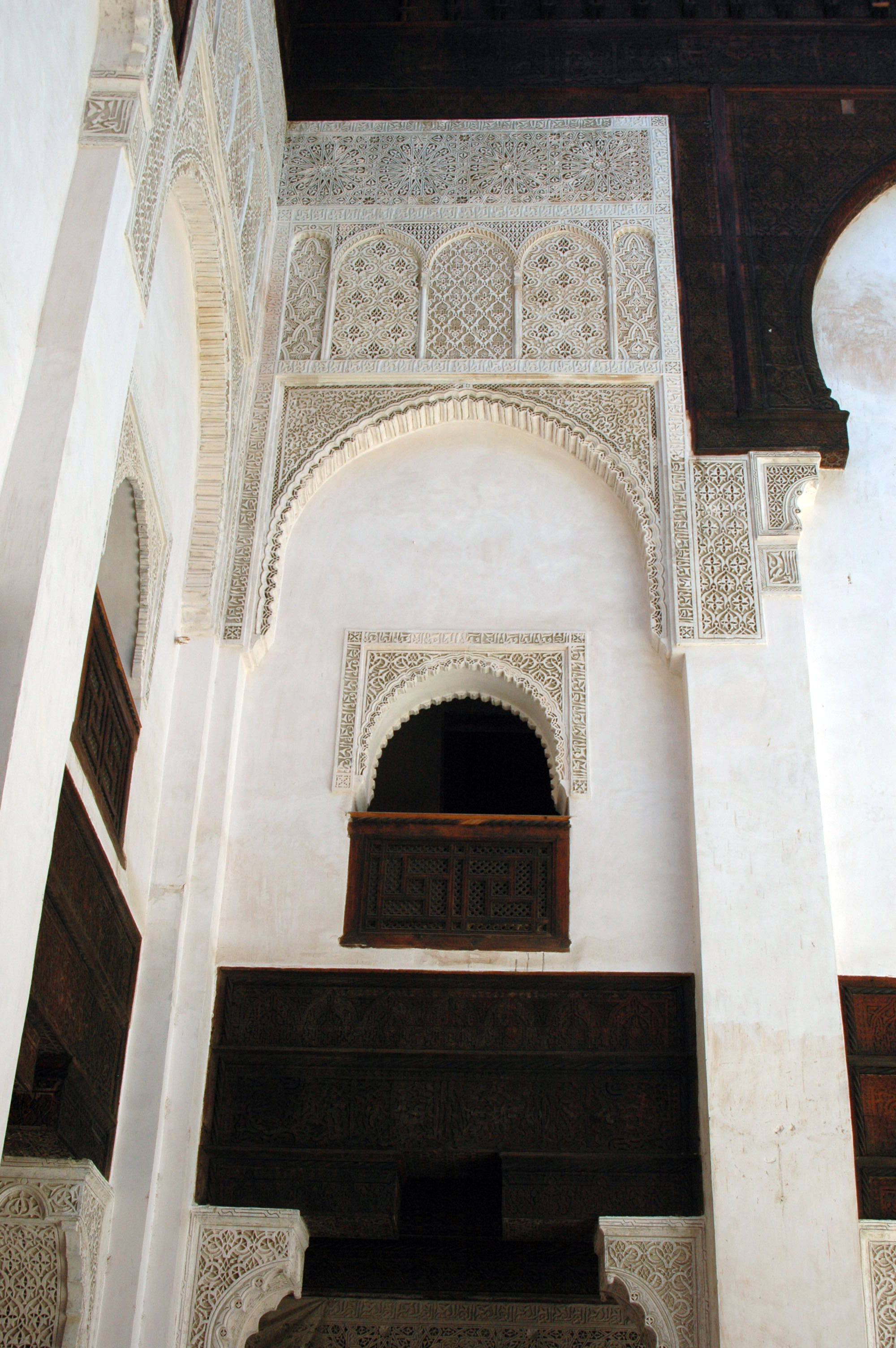